# 상실의 시대 (2001년 영화)
《상실의 시대》(영어: Lost and Delirious)는 2001년 개봉한 캐나다의 드라마 영화이다. 수전 스완의 소설 "The Wives of Bath"(→바스의 아내들)을 원작으로 한다. 레아 폴 감독이 연출했고, 파이퍼 페러보, 제시카 파레, 미샤 바턴이 출연하였다.
절친한 친구 둘, 그리고 두 사람이 레즈비언 연인 사이임을 알게 된 또 다른 친구가 세 주인공이며, 이들의 우정과 고난을 다룬다. 2001년 선댄스 영화제에서 처음 공개되었다.

## 줄거리
숫기가 없고 순진한 14살 메리 "마우스"는 온타리오주 시골 사립 기숙 여학교에 입학하면서 룸메이트인 상급생 "폴리", "토리"와 친해진다. 사실 폴리와 토리는 연인 사이였고, 소문이 퍼지자 토리는 보수적인 가족들에게 자신이 평범하다는 것을 증명하기 위해 폴리를 멀리하고 남자를 만나려한다. 토리를 놓아줄 생각이 없는 폴리는 극단적인 방법을 택한다.

## 출연
- 파이퍼 페러보 - 폴린 "폴리" 오스터 역: 미국인.
- 제시카 파레 - 빅토리아 "토리" 몰러 역
- 미샤 바턴 - 메리 "마우스" 베드퍼드 역
- 재키 버로스 - 페이 본 역: 교장.
- 미미 쿠직 - 엘리너 배넷 역
- 그레이엄 그린 - 조 멘지스 역: 정원사.
- 에밀리 밴캠프 - 앨리슨 역: 토리의 동생. 신입생.
- 에이미 스튜어트 - 코딜리아 역
- 카롤린 다베르나스 - 카라 역
- 루크 커비 - 제이크 역
- 앨런 포셋 - 브루스 역
- 피터 올드링 - 필 역
- 그레이스 컹 - 로런 역